# Hodinci
 Hodinci  falu Horvátországban, a Károlyváros megyében. Közigazgatásilag Ozalyhoz tartozik.

## Fekvése
Károlyvárostól 23 km-re, községközpontjától 9 km-re északnyugatra, a Zsumberki-hegységben  a szlovén határ közelében  fekszik.

## Története
A falunak 1857-ben 102, 1910-ben 94 lakosa volt. A trianoni békeszerződésig Zágráb vármegye Jaskai járásához tartozott. 
2011-ben 33 lakosa volt. A vivodinai Szent Lőrinc plébániához tartozik.

## Lakosság
| Lakosság változása | Lakosság változása | Lakosság változása | Lakosság változása | Lakosság változása | Lakosság változása | Lakosság változása | Lakosság változása | Lakosság változása | Lakosság változása | Lakosság változása | Lakosság változása | Lakosság változása | Lakosság változása | Lakosság változása | Lakosság változása |
| ------------------ | ------------------ | ------------------ | ------------------ | ------------------ | ------------------ | ------------------ | ------------------ | ------------------ | ------------------ | ------------------ | ------------------ | ------------------ | ------------------ | ------------------ | ------------------ |
| 1857               | 1869               | 1880               | 1890               | 1900               | 1910               | 1921               | 1931               | 1948               | 1953               | 1961               | 1971               | 1981               | 1991               | 2001               | 2011               |
| 102                | 119                | 124                | 120                | 101                | 94                 | 92                 | 110                | 87                 | 82                 | 70                 | 66                 | 50                 | 39                 | 28                 | 33                 |